# Оријак л'Еглиз
Оријак л'Еглиз (фр. Auriac-l'Eglise) насеље је и општина у централној Француској у региону Оверња, у департману Кантал која припада префектури Сен Флур.
По подацима из 2011. године у општини је живело 194 становника, а густина насељености је износила 9,83 становника/km². Општина се простире на површини од 19,73 km². Налази се на средњој надморској висини од 650 метара (максималној 1.010 m, а минималној 539 m).

## Демографија
| 1962. | 1968. | 1975. | 1982. | 1990. | 1999. | 2011. |
| ----- | ----- | ----- | ----- | ----- | ----- | ----- |
| 292   | 364   | 293   | 251   | 229   | 209   | 194   |

График промене броја становника у току последњих година